# Benito Jones
Benito Jaquez Jones Jones (Waynesboro, 27 novembre 1997) è un giocatore di football americano statunitense che milita nel ruolo di defensive tackle per i Miami Dolphins della National Football League (NFL).

## Carriera

### Miami Dolphins
Dopo avere giocato quattro stagioni a Ole Miss, Jones firmò con i Miami Dolphins il 25 aprile 2020 dopo non essere stato scelto nel Draft. Fu svincolato il 5 settembre, e rifirmò con la squadra di allenamento due giorni dopo. Fu promosso nel roster attivo il 17 ottobre, il 31 ottobre, il 13 novembre, il 18 novembre e il 24 novembre per le gare delle settimane 6, 8, 10, 11 e 12 contro New York Jets, Los Angeles Rams, Los Angeles Chargers, Denver Broncos e Jets, tornando nella squadra di allenamento dopo ogni partita. Il 2 dicembre 2020 firmò con il roster attivo. La sua stagione da rookie si chiuse con 6 presenze e un tackle.
Il 31 agosto 2021 Jones fu svincolato dai Dolphins, rifirmando poi con la squadra di allenamento.
Il 19 aprile 2022 Jones rifirmò con i Dolphins. Fu svincolato il 30 agosto 2022.

### Detroit Lions
Jones firmò con i Detroit Lions il 31 agosto 2022.

### Ritorno ai Dolphins
Il 18 maggio 2024 Jones firmò per fare ritorno ai Miami Dolphins.